# Cumberland Terrace

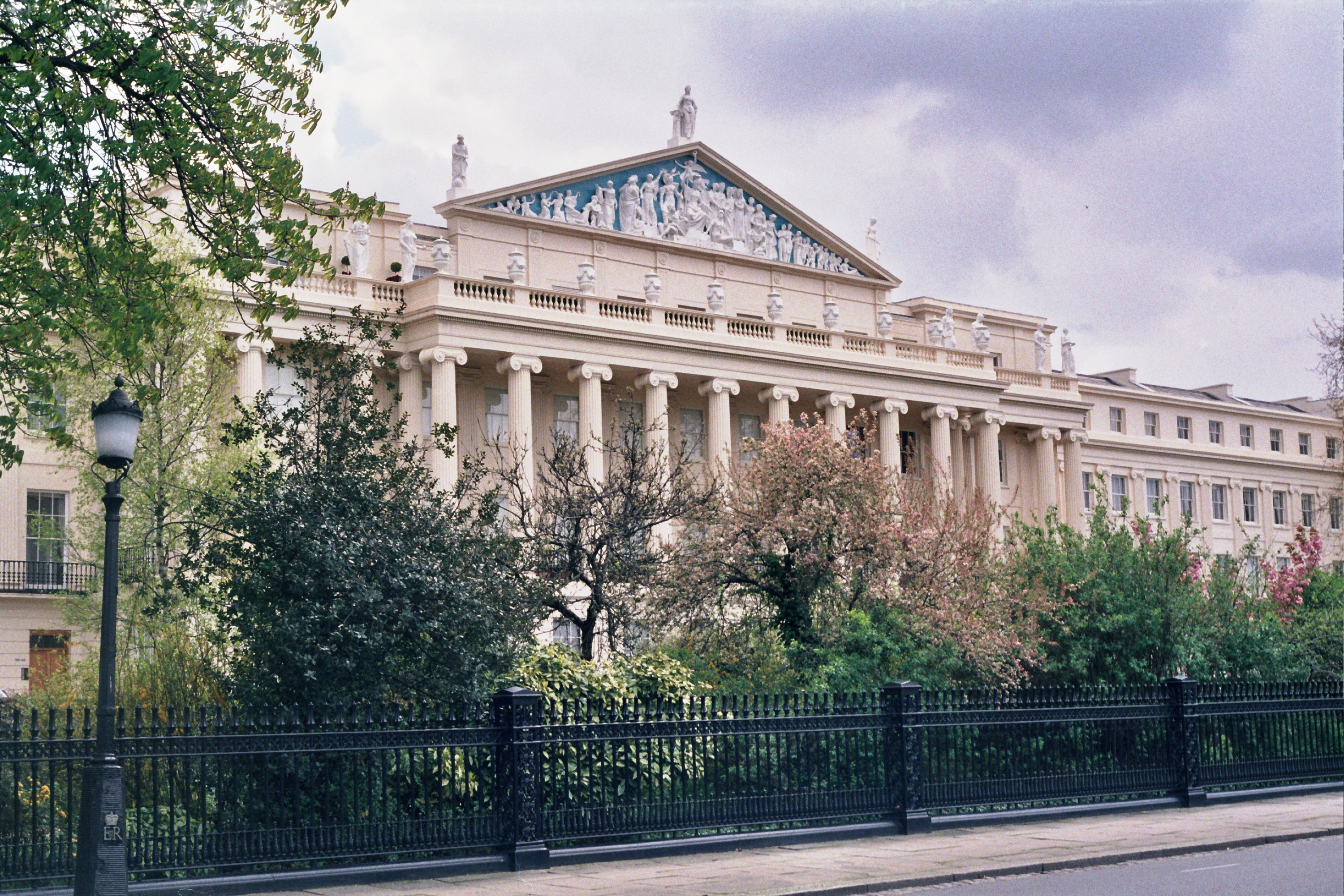
Cumberland Terrace

Cumberland Terrace è una casa a schiera neoclassica sul lato orientale di Regent's Park nel borgo londinese di Camden, completata nel 1826. Si tratta di un edificio classificato di grado I.

## Storia
Era una delle numerose case a schiera e crescent situate intorno a Regent's Park e progettate dall'architetto britannico John Nash sotto il patrocinio del principe reggente (poi Giorgio IV). Il complesso doveva trovarsi di fronte al palazzo proposto dal principe nel parco ed era quindi di particolare importanza nel progetto. Prese il nome dallo zio del principe reggente, il duca di Cumberland (fratello minore di re Giorgio III), poi re di Hannover.
Fu costruita da William Mountford Nurse, con James Thomson come architetto residente, e completata nel 1826. Si compone di tre blocchi principali, collegati da archi decorativi di tipico stile e imponenza neoclassica. Il blocco centrale comprende un grande frontone scultoreo di J.G. Bubb sopra un lungo colonnato ionico. L'immobile era originariamente composto da 31 case che sono state interamente ricostruite dietro la facciata originale negli anni 1960. Alcune sono state trasformate in appartamenti, ma molte sono ancora case unifamiliari separate.
Durante la seconda guerra mondiale gli edifici di Nash intorno al parco, tra cui Cumberland Terrace, caddero in quello che un giornale definì "un triste stato di abbandono ... causato dai bombardamenti e dalle ingiurie del tempo". Un rapporto ufficiale commentò "non c'è una sola casa a schiera che non dia l'impressione di un disperato abbandono". Nei primi anni 1950 i lavori di restauro riportarono il portico di Cumberland Terrace al "suo antico splendore". La Terrace fu occupata principalmente da dipartimenti governativi durante e dopo la guerra, e negli anni 1950 ci fu una proposta, di breve durata, per trasformarla in una residenza per l'Università di Londra. Nel 1957 il proprietario, la Crown Estate, aveva adottato la politica di restituirla, assieme alle altre Terrace di Nash, ad uso residenziale privato, come raccomandato dieci anni prima nel rapporto di un comitato governativo sulla destinazione delle costruzioni nel dopoguerra.

## Residenti notevoli
Il primo residente, lo stesso William Mountford Nurse, vi si trasferì nel 1828 anche se l'edificio non fu completamente occupato fino al 1836.
Un altro dei primi residenti fu il collezionista d'arte Henry Vaughan, che visse al n. 28 dal 1834 fino alla sua morte nel 1899. Donò il dipinto Il carro da fieno alla National Gallery dopo averlo avuto a casa per una ventina d'anni.
Negli anni 1920 e 1930 il pianista Mark Hambourg visse al 27 di Cumberland Terrace con sua moglie, la violinista Dorothea Muir Mackenzie e le loro quattro figlie, tra cui la pianista Michal Hambourg. Altri residenti furono le attrici Gladys Cooper e Fay Compton. Wallis Simpson si trasferì al n. 16 nel 1936 dopo aver lasciato il marito. Tra i nati a Cumberland Terrace ci furono il manager teatrale Sir Bronson Albery, l'insegnante e storico Oscar Browning, l'autrice Daphne du Maurier (al n. 24, a casa di suo padre, l'attore Gerald du Maurier) e la drammaturga Gertrude Jennings.